# Соловьёвский (Чувашия)
Соловьёвский (чув. Соловьёвский) — посёлок Алатырского района Чувашской Республики. Относится к Иваньково-Ленинскому сельскому поселению.

## Географическое положение
Посёлок расположен в 34 км к юго-востоку от районного центра, Алатыря. Ближайшая железнодорожная станция Алатырь там же. Посёлок расположен на правом берегу реки Иреть. Находится от центра поселения в 9 км к юго-востоку.

## История
Основан в 1928 году на месте одноимённого кордона как рабочий лесной посёлок для заготовки, вывозки и обработки древесины. Здесь находился Соловьёвский лесопункт с автотранспортными и автогаражными механическими мастерскими, велось лесонасаждение. Функционировали также тарный цех, цех по производству хвойной муки, школа-восьмилетка, детские ясли, медпункт, пекарня.
В начале 70-х годов прекратилась заготовка и вывозка древесины для сплава, сократился объём лесных работ, рабочие стали покидать посёлок. Имеются фельдшерский пункт, клуб, библиотека, отделение связи.

### Административная принадлежность
До 1954 года посёлок относился к Иваньково-Удельновскому сельсовету Алатырского района. До 1957 года входил в состав Иваньково-Ленинского сельсовета, с 1957 года — центр Соловьёвского сельсовета, включённого в 2004 году в Иваньково-Ленинское сельское поселение. В 1962—65 годах был подчинён Алатырскому горсовету.

## Население
| 2010 | 2012 |
| ---- | ---- |
| 86   | ↗105 |

Число дворов и жителей:
- 1939 год — 81 мужчина, 66 женщин.
- 1979 год — 179 мужчин, 232 женщины.
- 2002 год — 90 дворов, 194 человека: 84 мужчины, 110 женщин, русские (76 %)[7].
- 2010 год — 44 частных домохозяйства, 86 человек: 35 мужчин, 51 женщина[2].